# Lakkundi, Muddebihal
Lakkundi là một làng thuộc tehsil Muddebihal, huyện Bijapur, bang Karnataka, Ấn Độ.